# Pategalan
Pategalan is een bestuurslaag in het regentschap Situbondo van de provincie Oost-Java, Indonesië. Pategalan telt 2798 inwoners (volkstelling 2010).